# Vela nos Jogos Pan-Americanos de 2023 - 49er
A classe 49er da vela nos Jogos Pan-Americanos de 2023 foi disputada entre 28 de outubro e 3 de novembro de 2023 na Confraria Náutica do Pacífico, em Algarrobo. Um total de 16 velejadores de 8 Comitês Olímpicos Nacionais (CON) participaram do evento.

## Calendário
Horário local (UTC−3).
| Data          | Hora  | Fase                |
| ------------- | ----- | ------------------- |
| 28 de outubro | 13:00 | Regatas 1, 2 e 3    |
| 30 de outubro | 14:30 | Regatas 4, 5 e 6    |
| 1 de novembro | 13:00 | Regatas 7, 8 e 9    |
| 2 de novembro | 13:00 | Regatas 10, 11 e 12 |
| 3 de novembro | 13:04 | Medal Race          |

## Medalhistas
| Ouro   | USA Ian Barrow e Hans Henken       |
| Prata  | URU Hernán Umpierre e Fernando Diz |
| Bronze | CAN William Jones e Justin Barnes  |

## Resultados
Estes foram os resultados obtidos da competição, com os descartes entre parênteses:
| Pos.              | Velejadores                                     | CON                          | Regata | Regata | Regata | Regata | Regata  | Regata | Regata  | Regata | Regata | Regata | Regata | Regata | Regata | Pts. Tot. | Pts. Net |
| Pos.              | Velejadores                                     | CON                          | 1      | 2      | 3      | 4      | 5       | 6      | 7       | 8      | 9      | 10     | 11     | 12     | M      | Pts. Tot. | Pts. Net |
| ----------------- | ----------------------------------------------- | ---------------------------- | ------ | ------ | ------ | ------ | ------- | ------ | ------- | ------ | ------ | ------ | ------ | ------ | ------ | --------- | -------- |
| Medalha de ouro   | Ian Barrow Hans Henken                          | USA Estados Unidos           | 4      | 1      | 3      | 2      | 1       | 1      | 3       | 1      | (7)    | 2      | 3      | 3      | 2      | 33        | 26       |
| Medalha de prata  | Hernán Umpierre Fernando Diz                    | URU Uruguai                  | 2 STP  | 4      | 1      | 1      | 5       | (8)    | 4       | 6      | 4      | 1      | 1      | 1      | 4      | 42        | 34       |
| Medalha de bronze | William Jones Justin Barnes                     | CAN Canadá                   | 6      | 2      | 2      | 4      | 3       | 2      | 6       | (7)    | 2      | 4      | 2      | 5      | 6      | 51        | 44       |
| 4                 | Marco Grael Gabriel Simões                      | BRA Brasil                   | 2      | 7      | 5      | 3      | (9) OCS | 4      | 1       | 2      | 1      | 6      | 4      | 6      | 7 STP  | 57        | 48       |
| 5                 | Ander Belausteguigoitia Danel Belausteguigoitia | MEX México                   | 3      | 5      | 4      | 6      | 2       | 5      | 2       | 3      | (8)    | 3      | 7      | 2      | 8      | 58        | 50       |
| 6                 | Benjamín Grez Exequiel Grez                     | CHI Chile                    | 5      | 6      | 6      | (7)    | 6       | 6      | 5       | 4      | 3      | 7      | 5      | 4      | —      | 64        | 57       |
| 7                 | Massimo Contessi Luca Contessi                  | ARG Argentina                | 7      | 3      | 7      | 5      | 4       | 3      | (9) OCS | 8      | 5      | 5      | 6      | 7      | —      | 69        | '60      |
| 8                 | Taylor Hasson Steven Hardee                     | ISV Ilhas Virgens Americanas | 8      | 8      | 8      | 8      | (9) OCS | 7      | 9 DNF   | 5      | 6      | 8      | 8      | 9 STP  | —      | 93        | 84       |

Legenda
| - DSQ = Desclassificação; - DNE = Desclassificação não descartável; - DNF = Não cruzou a linha de chegada; | - DNC = Não compareceu na área de largada; - DNS = Não largou; - STP = Penalidade padrão; | - UFD = Desclassificação por bandeira "U"; - BFD = Desclassificação por bandeira preta; - OCS = Queima de largada. |